# Waldir de Luna Carneiro
Waldir de Luna Carneiro (Santa Rita do Sapucaí, 7 de março de 1921 - Alfenas, 1 de fevereiro de 2019) foi um jornalista, contista premiado e dramaturgo. Residia em Alfenas.

## Biografia
Dedicado às comédias de costumes, autor de várias dezenas delas, todas encenadas por agremiações mineiras e goianas, destacando premiações em concursos nacionais de dramaturgia.
Seus trabalhos foram elogiados de Paschoal Carlos Magno e Renata Pallottini. Foi eleito nos anos 80 para Academia Sul Mineira de Letras mas nunca tomou posse.
Sua dedicação às artes dramáticas foram reconhecidas pelo governo de Minas Gerais, que o agraciou com Medalha da Inconfidência em 21 de abril de 2002.